# Probstbalken
Probstbalken ist ein Ortsteil von Overath im Rheinisch-Bergischen Kreis in Nordrhein-Westfalen, Deutschland.

## Lage und Beschreibung
Der kleine, durch Landwirtschaft und Gewerbe geprägte Ortsteil Probstbalken liegt an der Kreisstraße 38 gegenüber von Kleinbalken.

## Geschichte
Die Orte Probst-, Griesen-, Klein- und Meesbalken liegen in einer Flucht auf einer Riedelartigen Anhöhe. Dies lässt vermuten, dass das Formwort Balken des im 13. Jahrhundert als Balcke urkundlich genannten Ortsbereichs diese Anhöhe bezeichnet.
Die Topographia Ducatus Montani des Erich Philipp Ploennies, Blatt Amt Steinbach, belegt, dass der Wohnplatz bereits 1715 ein Freihof war, der als Reuertzbalken beschriftet ist. Carl Friedrich von Wiebeking benennt die Hofschaft auf seiner Charte des Herzogthums Berg 1789 als Balken. Aus ihr geht hervor, dass der Ort zu dieser Zeit ein Titularort der Honschaft Balken im Kirchspiel Overath war.
Der Ort ist auf der Topographischen Aufnahme der Rheinlande von 1817 als Probst-Balken verzeichnet. Die Preußische Uraufnahme von 1845 zeigt den Wohnplatz unter dem Namen Probstbalken. Ab der Preußischen Neuaufnahme von 1892 ist der Ort auf Messtischblättern regelmäßig als Probstbalken verzeichnet.
1822 lebten neun Menschen im als Haus kategorisierten und Propstbalken bezeichneten Ort, der nach dem Zusammenbruch der napoleonischen Administration und deren Ablösung zur Bürgermeisterei Overath im Kreis Mülheim am Rhein gehörte. Für das Jahr 1830 wird der Ort als Haus und Propsbalken bezeichnet. Der 1845 laut der Uebersicht des Regierungs-Bezirks Cöln als Ackergut kategorisierte und Probst-Balken bezeichnete Ort besaß zu dieser Zeit ein Wohngebäude mit elf Einwohnern, alle katholischen Bekenntnisses. Die Gemeinde- und Gutbezirksstatistik der Rheinprovinz führt Probstbalken 1871 mit drei Wohnhäusern und 19 Einwohnern auf.
Die Bevölkerungsliste von 1843 nennt für die Ortschaft 11 Bewohner und verzeichnet deren Namen: Gutsbesitzer Johann Zimmermann mit Tochter Theresia und den Stieftöchtern Lisetta, Sibilla und Gertraud Steinbach, den Knechten Johann Ferrenberg, Johann Auel, Heinrich Wester und Gerhard Fuchs, dem Viehhirt Wilhelm Müller und der Magd Elisabeth Clever.
Die Liste Einwohner und Viehstand von 1848 verzeichnet den Ort als Props Balken mit acht Bewohnern, sechs davon sind unter dem Punkt Gesinde aufgeführt. Dem Ackerer Johann Zimmermann dortselbst werden 1 Pferd, 7 Kühe, 4 Rinder, 3 Kälber, 4 Schweine zugerechnet. Im Gemeindelexikon für die Provinz Rheinland von 1888 werden für Propstbalken fünf Wohnhäuser mit 25 Einwohnern angegeben. 1895 besitzt der Ort vier Wohnhäuser mit 21 Einwohnern, 1905 werden vier Wohnhäuser und 26 Einwohner angegeben.